# Mirin

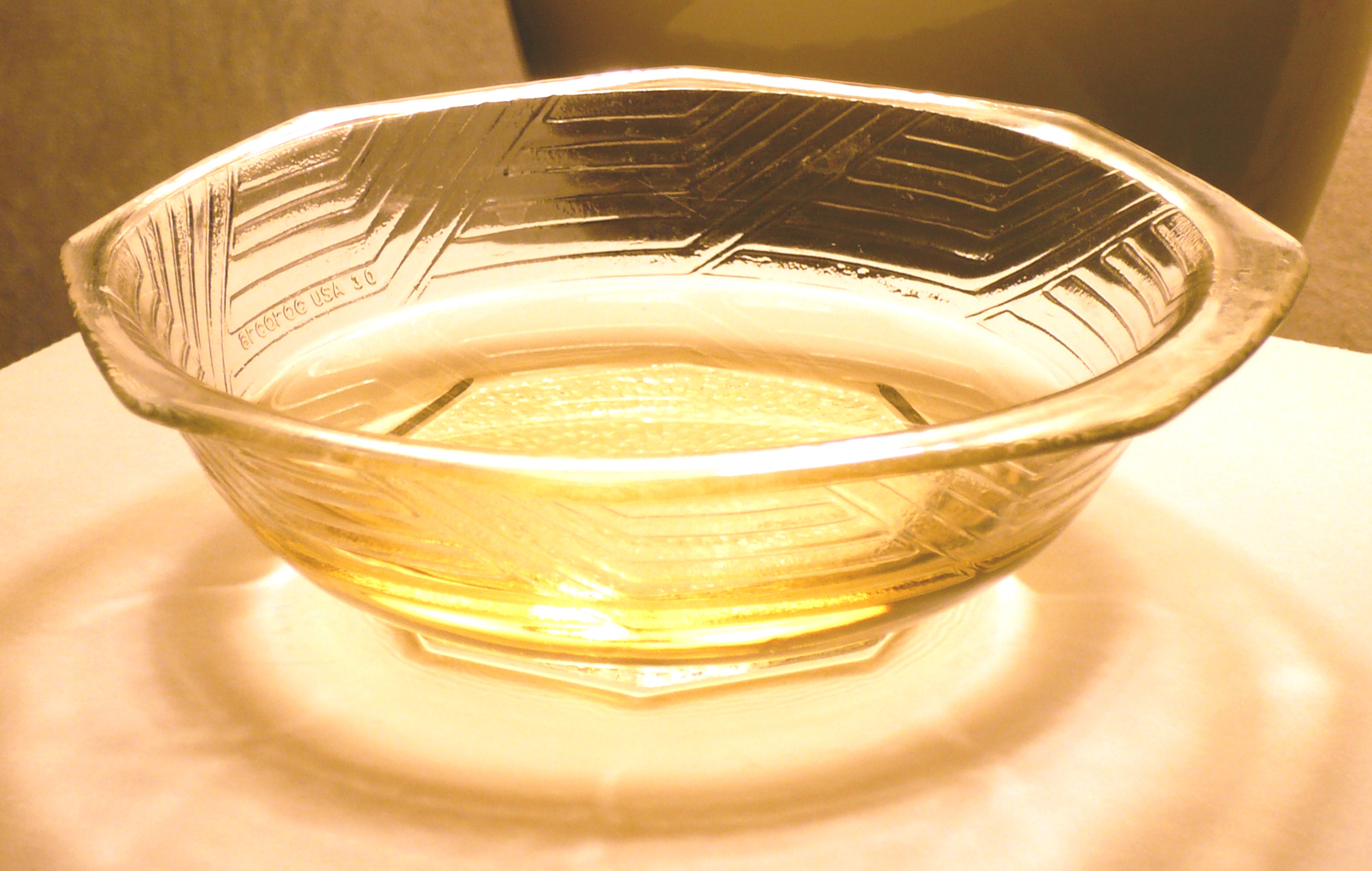
Mirin

Mirin (kanji: 味醂; hiragana: みりん) is een zoete rijstwijn met een laag alcoholpercentage, oorspronkelijk afkomstig uit Japan. 
De wijn is een essentieel ingrediënt in de Japanse keuken .
Indien bij het koken geen mirin beschikbaar is, wordt het in de westerse keuken meestal vervangen door een droge sherry. Er is echter wel een duidelijk verschil in smaak tussen sherry en mirin.